# Prințul Gustaf, Duce de Uppland
Prințul Frans Gustaf Oscar al Suediei și Norvegiei, Duce de Uppland (18 iunie 1827 – 24 septembrie 1852) a fost al doilea fiu al regelui Oscar I al Suediei și a reginei Josephine de Leuchtenberg. A fost fratele regilor: Carol al XV-lea și Oscar al II-lea.
Prințul Gustaf a fost compozitor și profesor. Din 1844 până la moartea sa în 1852, Gustaf a fost al doilea în linia de succesiune la tronurile Suediei și Norvegiei. La 11 februarie 1846 a fost numit membru onorific al Academiei Regale de Științe din Suedia în aceeași zi cu fratele său Carol.
A murit de febră tifoidă la vârsta de 25 de ani.
1. ↑  Riddarholmskyrkan - inventories and graves, p. 464, accesat în 21 februarie 2019
2. ↑  Bernadotteska gravkoret (în suedeză), accesat în 3 martie 2019
3. ↑  IdRef, accesat în 23 mai 2020